# Tainara
Tainara, bürgerlich Tainara de Souza da Silva (* 21. April 1999 in Brasília), ist eine brasilianische Fußballspielerin.

## Karriere

### Vereine
Tainara kam in der Spielzeit 2017 für den EC Vitória in der Série A1, der höchsten Spielklasse im brasilianischen Frauenfußball, zum Einsatz. Mit dem letzten Platz in der Gruppe B der der Finalrunde vorangegangenen Qualifikationsrunde und dem 16. Platz im Gesamtklassement, stieg sie mit ihrer Mannschaft in die Série A2 ab. Dort belegte sie in der Gruppe B der Qualifikationsrunde den zweiten Platz, der zur Teilnahme an der Finalrunde berechtigte. Das in Hin- und Rückspiel am 8. und 12. Juli ausgetragene Finale, das ihre Mannschaft mit dem Sieg über den SC Internacional im Halbfinale erreichte, wurde nach dem unentschiedenen Hin- und Rückspiel gegen den Minas Brasília TC erst im Elfmeterschießen mit 3:4 verloren. Mit dem zweiten Platz im Gesamtklassement kehrte sie mit ihrem Verein in die Série A1 zurück, der die Qualifikationsrunde als Neunter beendete, wie auch das Gesamtklassement.
In der Spielzeit 2020 war sie dann für den Ligakonkurrenten FC Santos aktiv, mit dem sie als Zweiter der Qualifikationsrunde im Halbfinale der Finalrunde am AE Kindermann scheiterte. In der Folgesaison für den Ligakonkurrenten SE Palmeiras aus São Paulo spielend, schloss ihre Mannschaft die Qualifikationsrunde als Zweitplatzierter ab und gelangte in der Finalrunde über das Viertel- und Halbfinale ins Finale. Sowohl das am 12. September 2021 ausgetragene Hinspiel, als auch das am 26. September ausgetragene Rückspiel gegen den Lokalrivalen SC Corinthians wurden mit 0:1 und 1:3 verloren.
Danach führte ihr sportlicher Weg nach Europa; sie kam in der Rückrunde der Saison 2021/22 für den französischen Erstligisten Girondins Bordeaux in zehn Punktspielen zum Einsatz. Sie debütierte mit dem vorgezogenen 13. Spieltag am 22. Januar 2022 beim 3:1-Sieg im Heimspiel gegen Stade Reims.
Zur Saison 2022/23 wurde sie vom FC Bayern München verpflichtet, bei dem sie einen bis zum 30. Juni 2025 datierten Vertrag unterzeichnete. Sie debütierte in der Bundesliga am 16. September 2022 (1. Spieltag) beim torlosen Remis im Auswärtsspiel gegen Eintracht Frankfurt; ihr erstes Bundesligator erzielte sie am 16. Oktober 2022 (4. Spieltag) beim 4:0-Sieg im Heimspiel gegen den 1. FC Köln mit dem Treffer zum 3:0 in der 68. Minute. Nachdem Tainara krankheitsbedingt seit Anfang 2024 nicht mehr für Spiele zur Verfügung stand, wurde sie zum Saisonausklang am 11. Mai 2025 vom Verein verabschiedet.

### Nationalmannschaft
Tainara kam bei der vom 5. bis 24. August 2018 in Frankreich ausgetragenen U20-Weltmeisterschaft in allen drei Spielen der Gruppe B für ihre Mannschaft zum Einsatz, musste jedoch mit ihr als Gruppenletzter das Turnier vorzeitig beenden. Für die A-Nationalmannschaft bestritt sie in den Jahren 2021 und 2022 jeweils vier Länderspiele. Sie debütierte am 18. Februar 2021 in Orlando beim 4:1-Sieg im Testspiel gegen die Nationalmannschaft Argentiniens.

## Erfolge
Nationalmannschaft
- Copa-América-Siegerin: 2022
- Vier-Nationen-Turnier-Siegerin: 2021[3]

EC Vitória
- Finalistin Zweitligameisterschaft 2018

FC Santos
- Staatsmeisterschaft von São Paulo: 2020

SE Palmeiras
- Staatsmeisterschaft von São Paulo: 2021
- Finalistin Brasilianische Meisterschaft 2021

FC Bayern München
- Deutsche Meisterin: 2022/23, 2023/24, 2024/25 (ohne Einsatz)
- DFB-Supercup-Siegerin: 2024 (ohne Einsatz)
- DFB-Pokal-Siegerin: 2024/25 (ohne Einsatz)